# Hovteatern i Buda
Hovteatern i Buda i Budapest i Ungern invigdes 1787.   Det var Ungerns och Budapests första teater, och landets äldsta fortfarande fungerande teater. Den kallas informellt för Várszínház.
Byggnaden uppfördes som ett kloster för karmelitorden 1763. Klostret upplöstes av kejsar Josef II år 1786, och byggdes om till en teater för stadens österrikiska funktionärer. Teatern invigdes 1787, och inhyste sedan tysktalande teatersällskap till 1833. Ungersktalande teatersällskap gästspelade dock på teatern. Den 25 oktober 1790 gjorde det första ungerstalande teatersällskapet under László Kelemen sin debut på dess scen. 
1832 föreslogs uppförandet av en ungersk nationalscen, och till en början anställdes därför ett ungersktalande teatersällskap som permanent personal på Hovteatern. När Nationalteatern grundades 1837 flyttade personalen dit, och Hovteatern blev sedan återigen hem för stadens tysktalande teatern fram till 1870. Teatern var stängd 1924-1978. 